# 13303 Asmitakumar
A 13303 Asmitakumar (ideiglenes jelöléssel 1998 RX32) a Naprendszer kisbolygóövében található aszteroida. A LINEAR projekt keretében fedezték fel 1998. szeptember 14-én.